# Zbyněk Lerch
Zbyněk Lerch (* 15. května 1969) je bývalý český fotbalista, útočník.

## Fotbalová kariéra
V československé hrál za Dynamo České Budějovice. Nastoupil ve 3 ligových utkáních. Gól v lize nedal.

## Ligová bilance
| Ročník                                   | Zápasy | Góly | Klub                    |
| ---------------------------------------- | ------ | ---- | ----------------------- |
| Česká národní fotbalová liga 1987/88     | 1      | 0    | Dynamo České Budějovice |
| 1. československá fotbalová liga 1991/92 | 3      | 0    | Dynamo České Budějovice |
| CELKEM 1. liga                           | 3      | 0    |                         |